# XNXX
 XNXX là trang chia sẻ và xem video khiêu dâm, ra đời vào năm 1997 nên được xem là một trong những trang web khiêu dâm lâu đời nhất trên Internet. Trang có trụ sở tại Paris (Pháp), với các máy chủ và văn phòng tại Montreal, Tokyo và Newark, New Jersey. Tính đến ngày 12 tháng 7 năm 2018, trang đã được xếp hạng thứ 13 trong danh sách trang web truy cập nhiều nhất trên thế giới bởi SameWeb, và thứ 76 trang  phổ biến nhất bởi Alexa.
Năm 2014, XNXX với XHamster đã được xếp hạng một trong hai nền tảng lưu trữ video khiêu dâm phổ biến nhất. Một bảng xếp hạng khác đã đưa XNXX vào danh sách ba trang web khiêu dâm phổ biến nhất trên toàn cầu.